# سد بینفیلد پارک
سد بینفیلد پارک (به لاتین: Binfield Park Dam) یک سد در آفریقای جنوبی است که در Amathole Mountains واقع شده‌است.